# Stenotaphrum micranthum
Stenotaphrum micranthum är en gräsart som först beskrevs av Nicaise Auguste Desvaux, och fick sitt nu gällande namn av Charles Edward Hubbard. Stenotaphrum micranthum ingår i släktet Stenotaphrum och familjen gräs. Inga underarter finns listade i Catalogue of Life.